# Aston Hall Cricket Club
Aston Hall Cricket Club är en brittisk cricketklubb i Aston strax söder om Sheffield, England. Klubben grundades 1884. 